# سيد عثمان
سيد عثمان (- 6 أبريل 2021) ممثل مصري.

## عن حياته
بدأ مشواره الفني في منتصف التسعينيات ونظراً لأن شعره أبيض فقد فرض عليه أداء أدوار معينة فقد برع في أداء دور رجل الأعمال ورجل القانون والطبيب والمسؤول الكبير ودور الوالد. وقد عمل بمسلسلات التليفزيون أكثر من عمله بأفلام السينما، ومن أهم المسلسلات التي عمل بها «شباب رايق جداً» 1998، «يا رجال العالم إتحدوا» 2000، «العصيان» 2002، «محمود المصري» 2004، «أسمهان» 2008. ومن أهم الأفلام التي عمل بها «الناجون من النار» 1994، «الجراج» 1995، «النمس» 2000 «قلب جريء» 2002، «دم الغزال» 2005.

## الأعمال

### مسلسلات
- آخر المشوار[4] (2003)
- أبيض x أبيض[5] (2003)
- أحلام لا تنام[6] (2006) (صفوت)
- أسمهان[7] (2008)
- أسوار الظلم[8] (1995)
- أغلى الناس[9] (2008)
- أماكن في القلب[10] (2005)
- أولاد عزام[11] (2007)
- أيام الحب والشقاوة[12] (2010)
- اغتيال شمس[13] (2010)
- الإمام محمد عبده[14] (2005)
- البوابة الثانية[15] (2009)
- البيضاء[16] (2001)
- الدنيا و ما فيها[17]
- السفينة والربان[18] (2000)
- السلمانية[19] (2005) (خورشيد)
- العتبة الحمرا[20] (2010)
- العزبة[21] (2006)
- العصيان (ج1)[22] (2002) (أسماعيل الحوتي)
- العمدة هانم[23] (2008)
- القاهرة ترحب بكم[24] (2006)
- المرسي والأرض[25] (2004)
- الملك فاروق[26] (2007)
- المنادي[27] (2005)
- النار والطين[28] (2012)
- النهر والتماسيح[29] (2009)
- بطة وأخواتها[30] (2004)
- بين شطين ومية[31] (2002)
- تعالوا نكتب قصة[32] (2004)
- ثورة وحكاية[33] (2008)
- حاسبوا منه[34] (2007)
- حكايات البنات[35] (2009)
- خاتم سليمان[36] (2011)
- رجل على الحافة[37] (2002)
- ساعة عصاري[38] (2007)
- شباب رايق جدا[39] (1998) (د. عرفة)
- شط إسكندرية[40] (2008)
- طريق الخوف[41] (2008)
- طيري يا طيارة[42] (2012)
- طيور الشمس[43] (2002)
- عاليها واطيها[44] (2008)
- عقدة ماما عزيزة[45] (2007)
- قسمتي ونصيبي[46] (2001) (وزير التربية والتعليم)
- قضية معالي الوزيرة[47] (2012)
- قلب امرأة[48] (2007)
- قلوب عطشى[49]
- قمر سبتمبر[50] (2003)
- كارنتينا[51] (2005)
- لما التعلب فات[52] (1999)
- محمود المصري[53] (2004) (علي ذهني السيد أبو طارق)
- مطعم تشي توتو (المطعم)[54] (2006)
- مواطن بدرجة وزير[55] (2006)
- نابليون والمحروسة[56] (2012) (من شيوخ الأزهر)
- ناصر[57] (2008)
- نجمة الجماهير[58] (2003)
- نور مريم[59] (2011)
- ورق التوت[60] (2009)
- وعد و مش مكتوب[61] (2009)
- ومضى عمري الأول[62] (2006)
- يا رجال العالم اتحدوا[63] (2000) (عبد العظيم الدبشولي)

### أفلام
- الإمبراطورة[64] (1999) (والد زوجة احمد فؤاد)
- الجراج[65] (1995)
- الرجل الأبيض المتوسط[66] (2001)
- الناجون من النار[67] (1994)
- النمس[68] (2000) (مدير السينما)
- امرأة تحت المراقبة[69] (2000) (محسن بيه عرفان)
- قلب الليل[70] (1989) (م. إنتاج)
- قلب جريء[71] (2002)
- كلام الليل[72] (1999)
- محترم إلا ربع[73] (2010)
- هو فيه إيه[74] (2002)

### سهرة تليفزيونية
- الحب الأول والأخير[75]
- بيت للبيع[76] (2006) (حسن)
- قدر من الرومانسية[77]
- محدش يقرب منه[78]

## روابط خارجية
- سيد عثمان على موقع الدهليز
- سيد عثمان على موقع قاعدة بيانات الأفلام العربية